# Mîkîtivka, Antrațît
Mîkîtivka (în ucraineană Микитівка) este localitatea de reședință a comunei Mîkîtivka din raionul Antrațît, regiunea Luhansk, Ucraina.

## Demografie
Componența lingvistică a localității Mîkîtivka
     Rusă (56,49%)
     Ucraineană (43,51%)
Conform recensământului din 2001, majoritatea populației localității Mîkîtivka era vorbitoare de rusă (56,49%), existând în minoritate și vorbitori de ucraineană (43,51%).